# Amy Fee
Pour les articles homonymes, voir Fee (patronyme).
Amy Fee (née en 1981/1982), est une femme politique provinciale canadienne de l'Ontario. Elle est députée provinciale progressiste-conservatrice de la circonscription ontarienne de Kitchener-Sud—Hespeler de 2018 à 2022.

## Biographie
Fee entame une carrière politique en servant comme conseillère scolaire de Kitchener-Wilmot au Waterloo Catholic District School Board (en).
Mère de quatre enfants dont deux autistes, elle travaille pour la Coalition ontarienne de l'autisme afin d'élargir l'accès aux thérapies et réduire les listes d'attentes pour les familles.
Élue en 2018, elle sert comme assistante parlementaire des ministres de l'Enfance, des Communautés et des Services Sociaux, Lisa MacLeod, Todd Smith et Merrilee Fullerton, avec un focus sur les Enfants et l'Autisme durant l'ensemble de son mandat. Elle ne se représente pas lors de l'élection de 2022.